# Ojciec Bogusław
Ojciec Bogusław – polski jacht żaglowy zbudowany przez osoby bezdomne w latach 2007-2021. Nazwa statku pochodzi od imienia ojca Bogusława Palecznego, założyciela Kamiliańskiej Misji Pomocy Społecznej i inicjatora budowy jednostki. Po śmierci o. Palecznego w przedsięwzięcie zaangażowani byli m.in. Waldemar Rzeźnicki oraz Adriana Porowska.
Uroczyste nadanie imienia jednostce miało miejsce 12 czerwca 2021 na Kanale Żerańskim.